# Горное (Молдова)
Горное (рум. Gornoe) — село в Страшенском районе Молдавии. Наряду с селом Микауцы входит в состав коммуны Микауцы.

## История
Село образовано 21 мая 1984 года.

## География
Село расположено на высоте 98 метров над уровнем моря.

## Население
По данным переписи населения 2004 года, в селе Горное проживает 319 человек (165 мужчин, 154 женщины).
Этнический состав села:
| Национальность | Число жителей | Процентный состав |
| -------------- | ------------- | ----------------- |
| молдаване      | 214           | 67.08             |
| русские        | 44            | 13.79             |
| украинцы       | 29            | 9.09              |
| румыны         | 23            | 7.21              |
| гагаузы        | 3             | 0.94              |
| болгары        | 1             | 0.31              |
| прочие         | 5             | 1.57              |
| Всего          | 319           | 100%              |